# Microstylum brevipennatum
Microstylum brevipennatum là một loài ruồi trong họ Asilidae. Microstylum brevipennatum được Bigot miêu tả năm 1878. Loài này phân bố ở miền Ấn Độ - Mã Lai.